# Хаджаліа
Хаджаліа (груз. ხაჯალია) — село в Грузії.
За даними перепису населення 2014 року в селі проживає 1018 осіб.